# Gymnothorax kidako
Espèce
Gymnothorax kidako, communément nommée murène Kidako, est une espèce de poisson de la famille des Muraenidae.

## Description
La murène Kidako est une murène de taille moyenne qui peut atteindre une longueur maximale de 91 cm.
Son corps serpentiforme possède une teinte de fond blanc crème, pouvant avoir des nuances brun-jaunâtre, parsemé de multiples taches marron dont les motifs rappellent quelque peu des marbrures.

## Distribution & habitat
La murène Kidako est présente dans les eaux tropicales de la partie occidentale à centrale de l'océan Pacifique soit de Taïwan à Hawaï en incluant la Polynésie et également du sud du Japon à la Nouvelle-Calédonie.
Elle vit dans les zones rocheuses et récifales où la journée elle se repose à l'abri dans les anfractuosités du récif entre 1 et 350 mètres de profondeur. Dans sa zone de répartition, elle est aisément observable à faible profondeur.

## Biologie
La murène Kidako est un carnivore ; la nuit venue, elle sort de son repaire et chasse activement ses proies, constituées de petits poissons et de céphalopodes.